# Abraham Wuchters
Abraham Wuchters (ur. 1610 w Antwerpii, zm. 23 maja 1682 w Kopenhadze) – flamandzki malarz i rytownik, aktywny kolejno w Amsterdamie, Kopenhadze i Sztokholmie.
Artysta znany głównie z portretów, które malował na dworach królewskich Danii i Szwecji. W 1671 został mianowany nadwornym malarzem Chrystiana V, a później otrzymał tytuł królewskiego rytownika. Jego prace były inspirowane twórczością Antoona van Dycka.